# Maksim Kanunnikov
Maksim Sergeevič Kanunnikov (in russo Максим Сергеевич Канунников?; traslitterazione anglosassone: Maksim Sergeyevich Kanunnikov; Nižnij Tagil, 14 luglio 1991) è un calciatore russo, attaccante del Medialiga.

## Carriera

### Club
Esordisce con la maglia dello Zenit San Pietroburgo. La prima rete in campionato arriva il 10 maggio 2010, in una partita in trasferta finita 0-2 contro l'Amkar Perm'.
Il 15 gennaio 2013 viene acquistato proprio dall'Amkar Perm con cui firma un contratto di tre anni e mezzo.

### Nazionale
Ha esordito in nazionale il 26 maggio 2014, nel corso dell'amichevole contro la Slovacchia, entrando ad inizio ripresa al posto di Alan Dzagoev.

## Palmarès

### Club
- Coppa di Russia: 1

Zenit San Pietroburgo: 2009-2010